# Community Shield
The Football Association Community Shield (dříve Charity Shield) je fotbalová trofej, o kterou se od roku 1908 utkávají vítězové anglické Premier League a FA Cupu (de facto anglický fotbalový Superpohár). Pokud obě soutěže vyhraje jeden tým, jeho soupeřem je druhý tým z ligy.
Souboj o pohár charity se odehrává před začátkem ligové sezony v Anglii. Hraje se na jeden zápas, který se od roku 2007 koná na stadionu Wembley v Londýně. Rekordmanem soutěže je Manchester United který touto soutěž vyhrál 21krát. 

## Historie
Community Shield nahradil pohár Sheriff of London Charity Shield, který vznikl v roce 1898 a soupeřily v něm nejlepší amatérský a nejlepší profesionální klub v Anglii. Formát soutěže se několikrát měnil. V prvním ročníku se na stadionu Stamford Bridge utkaly týmy Manchester United (vítěz First Division) a Queens Park Rangers FC (vítěz Southern League). Zápas skončil nerozhodně 1:1 a v opakovaném zápase vyhráli United 4:0. Od roku 1913 do konce dvacátých let utkávali amatéři a profesionálové. V roce 1921 se poprvé utkal vítěz ligy proti držiteli FA Cupu. Tento formát se vrátil v roce 1930 a až na několik výjimek je platný dodnes. V roce 1950 se utkal tým reprezentující Anglii na Mistrovství světa s výběrem, který vyrazil na turné po Kanadě.
V roce 1974 Fotbalová asociace vytvořila současný systém, kdy se utkání hraje ve Wembley a výtěžek ze zápasu je určen na dobročinné účely. Během přestavby Wembley v letech 2001–2006 se souboj o pohár charity odehrával na stadionu Millenium v Cardiffu.

## Přehled finálových zápasů
Zdroj:
Pozn.: * hvězdičkou jsou označeny dělené tituly, kdy účinkující týmy uhrály remízu (platilo jen v určitém období). Vítěz utkání je zvýrazněn tučně.
| Rok       | Vítěz                                       | Finalista                  | Výsledek       | Stadion             |
| --------- | ------------------------------------------- | -------------------------- | -------------- | ------------------- |
| 1908      | Manchester United                           | Queens Park Rangers FC     | 1:1, 4:0       | Stamford Bridge     |
| 1909      | Newcastle United                            | Northampton Town FC        | 2:0            | Stamford Bridge     |
| 1910      | Brighton & Hove Albion FC                   | Aston Villa                | 1:0            | Stamford Bridge     |
| 1911      | Manchester United                           | Swindon Town FC            | 8:4            | Stamford Bridge     |
| 1912      | Blackburn Rovers FC                         | Queens Park Rangers FC     | 2:1            | White Hart Lane     |
| 1913      | English Professionals                       | English Amateurs           | 7:2            | The Den             |
| 1914–1919 | Nehráno kvůli 1. světové válce              |                            |                |                     |
| 1920      | West Bromwich Albion                        | Tottenham Hotspur          | 2:0            | White Hart Lane     |
| 1921      | Tottenham Hotspur                           | Burnley FC                 | 2:0            | White Hart Lane     |
| 1922      | Huddersfield Town AFC                       | Liverpool FC               | 1:0            | Old Trafford        |
| 1923      | English Professionals                       | English Amateurs           | 2:0            | Stamford Bridge     |
| 1924      | English Professionals                       | English Amateurs           | 3:1            | Highbury            |
| 1925      | English Amateurs                            | English Professionals      | 6:1            | White Hart Lane     |
| 1926      | English Amateurs                            | English Professionals      | 6:3            | Maine Road          |
| 1927      | Cardiff City FC                             | Corinthian FC              | 2:1            | Stamford Bridge     |
| 1928      | Everton FC                                  | Blackburn Rovers FC        | 2:1            | Old Trafford        |
| 1929      | English Professionals                       | English Amateurs           | 3:0            | The Den             |
| 1930      | Arsenal FC                                  | Sheffield Wednesday FC     | 2:1            | Stamford Bridge     |
| 1931      | Arsenal FC                                  | West Bromwich Albion       | 1:0            | Villa Park          |
| 1932      | Everton FC                                  | Newcastle United           | 5:3            | St James' Park      |
| 1933      | Arsenal FC                                  | Everton FC                 | 3:0            | Goodison Park       |
| 1934      | Arsenal FC                                  | Manchester City            | 4:0            | Highbury            |
| 1935      | Sheffield Wednesday FC                      | Arsenal FC                 | 1:1            | Highbury            |
| 1936      | Sunderland AFC                              | Arsenal FC                 | 2:1            | Roker Park          |
| 1937      | Manchester City                             | Sunderland AFC             | 2:0            | Maine Road          |
| 1938      | Arsenal FC                                  | Preston North End          | 2:1            | Highbury            |
| 1939–1947 | Nehráno kvůli 2. světové válce              |                            |                |                     |
| 1948      | Arsenal FC                                  | Manchester United          | 4:3            | Highbury            |
| 1948      | Portsmouth FC                               | Wolverhampton Wanderers FC | 1:1 *          | Highbury            |
| 1950      | Anglie MS 1950                              | FA XI                      | 4:2            | Stamford Bridge     |
| 1951      | Tottenham Hotspur                           | Newcastle United           | 2:1            | White Hart Lane     |
| 1952      | Manchester United                           | Newcastle United           | 4:2            | Old Trafford        |
| 1953      | Arsenal FC                                  | Blackpool FC               | 3:1            | Highbury            |
| 1954      | Wolverhampton Wanderers FC                  | West Bromwich Albion       | 4:4 *          | Molineux Stadium    |
| 1955      | Chelsea FC                                  | Newcastle United           | 3:0            | Stamford Bridge     |
| 1956      | Manchester United                           | Manchester City            | 1:0            | Maine Road          |
| 1957      | Manchester United                           | Aston Villa                | 4:0            | Old Trafford        |
| 1958      | Bolton Wanderers FC                         | Wolverhampton Wanderers FC | 4:1            | Burnden Park        |
| 1959      | Wolverhampton Wanderers FC                  | Nottingham Forest FC       | 3:1            | Molineux Stadium    |
| 1960      | Burnley FC                                  | Wolverhampton Wanderers FC | 2:2 *          | Turf Moor           |
| 1961      | Tottenham Hotspur                           | FA XI                      | 3:2            | White Hart Lane     |
| 1962      | Tottenham Hotspur                           | Ipswich Town FC            | 5:1            | Portman Road        |
| 1963      | Everton FC                                  | Manchester United          | 4:0            | Goodison Park       |
| 1964      | Liverpool FC                                | West Ham United            | 2:2 *          | Anfield             |
| 1965      | Manchester United                           | Liverpool FC               | 2:2 *          | Old Trafford        |
| 1966      | Liverpool FC                                | Everton FC                 | 1:0            | Goodison Park       |
| 1967      | Manchester United                           | Tottenham Hotspur          | 3:3 *          | Old Trafford        |
| 1968      | Manchester City                             | West Bromwich Albion       | 6:1            | Maine Road          |
| 1969      | Leeds United                                | Manchester City            | 2:1            | Elland Road         |
| 1970      | Everton FC                                  | Chelsea FC                 | 2:1            | Stamford Bridge     |
| 1971      | Leicester City FC                           | Liverpool FC               | 1:0            | Filbert Street      |
| 1972      | Manchester City                             | Aston Villa                | 1:0            | Villa Park          |
| 1973      | Burnley FC                                  | Manchester United          | 1:0            | Maine Road          |
| 1974      | Liverpool FC                                | Leeds United               | 1:1 (6:5 pen.) | Wembley Stadium     |
| 1975      | Derby County FC                             | West Ham United            | 2:0            | Wembley Stadium     |
| 1976      | Liverpool FC                                | Southampton FC             | 1:0            | Wembley Stadium     |
| 1977      | Manchester United                           | Liverpool FC               | 0:0 *          | Wembley Stadium     |
| 1978      | Nottingham Forest FC                        | Ipswich Town FC            | 5:0            | Wembley Stadium     |
| 1979      | Liverpool FC                                | Arsenal FC                 | 3:1            | Wembley Stadium     |
| 1980      | Liverpool FC                                | West Ham United            | 1:0            | Wembley Stadium     |
| 1981      | Aston Villa                                 | Tottenham Hotspur          | 2:2 *          | Wembley Stadium     |
| 1982      | Liverpool FC                                | Tottenham Hotspur          | 1:0            | Wembley Stadium     |
| 1983      | Manchester United                           | Liverpool FC               | 2:0            | Wembley Stadium     |
| 1984      | Everton FC                                  | Liverpool FC               | 1:0            | Wembley Stadium     |
| 1985      | Everton FC                                  | Manchester United          | 2:0            | Wembley Stadium     |
| 1986      | Everton FC                                  | Liverpool FC               | 1:1 *          | Wembley Stadium     |
| 1987      | Everton FC                                  | Coventry                   | 1:0            | Wembley Stadium     |
| 1988      | Liverpool FC                                | Wimbledon FC               | 2:1            | Wembley Stadium     |
| 1989      | Liverpool FC                                | Arsenal FC                 | 1:0            | Wembley Stadium     |
| 1990      | Liverpool FC                                | Manchester United          | 1:1 *          | Wembley Stadium     |
| 1991      | Arsenal FC                                  | Tottenham Hotspur          | 0:0 *          | Wembley Stadium     |
| 1992      | Leeds United                                | Liverpool FC               | 4:3            | Wembley Stadium     |
| 1993      | Manchester United                           | Arsenal FC                 | 1:1 (5:4 pen.) | Wembley Stadium     |
| 1994      | Manchester United                           | Blackburn Rovers FC        | 2:0            | Wembley Stadium     |
| 1995      | Everton FC                                  | Blackburn Rovers FC        | 1:0            | Wembley Stadium     |
| 1996      | Manchester United                           | Newcastle United           | 4:0            | Wembley Stadium     |
| 1997      | Manchester United                           | Chelsea FC                 | 1:1 (4:2 pen.) | Wembley Stadium     |
| 1998      | Arsenal FC                                  | Manchester United          | 3:0            | Wembley Stadium     |
| 1999      | Arsenal FC                                  | Manchester United          | 2:1            | Wembley Stadium     |
| 2000      | Chelsea FC - trenér - Gianluca Vialli       | Manchester United          | 2:0            | Wembley Stadium     |
| 2001      | Liverpool FC - trenér - Gérard Houllier     | Manchester United          | 2:1            | Millennium Stadium  |
| 2002      | Arsenal FC - trenér - Arsène Wenger         | Liverpool FC               | 1:0            | Millennium Stadium  |
| 2003      | Manchester United - trenér - Alex Ferguson  | Arsenal FC                 | 1:1 (4:3 pen.) | Millennium Stadium  |
| 2004      | Arsenal FC - trenér - Arsène Wenger         | Manchester United          | 3:1            | Millennium Stadium  |
| 2005      | Chelsea FC - trenér - José Mourinho         | Arsenal FC                 | 2:1            | Millennium Stadium  |
| 2006      | Liverpool FC - trenér - Rafael Benítez      | Chelsea FC                 | 2:1            | Millennium Stadium  |
| 2007      | Manchester United - trenér - Alex Ferguson  | Chelsea FC                 | 1:1 (3:1 pen.) | New Wembley Stadium |
| 2008      | Manchester United - trenér - Alex Ferguson  | Portsmouth FC              | 0:0 (3:1 pen.) | New Wembley Stadium |
| 2009      | Chelsea FC - trenér - Carlo Ancelotti       | Manchester United          | 2:2 (4:1 pen.) | New Wembley Stadium |
| 2010      | Manchester United - trenér - Alex Ferguson  | Chelsea FC                 | 3:1            | New Wembley Stadium |
| 2011      | Manchester United - trenér - Alex Ferguson  | Manchester City            | 3:2            | New Wembley Stadium |
| 2012      | Manchester City - trenér - Roberto Mancini  | Chelsea                    | 3:2            | Villa Park          |
| 2013      | Manchester United - trenér - David Moyes    | Wigan                      | 2:0            | New Wembley Stadium |
| 2014      | Arsenal - trenér - Arsène Wenger            | Manchester City            | 3:0            | New Wembley Stadium |
| 2015      | Arsenal - trenér - Arsène Wenger            | Chelsea                    | 1:0            | New Wembley Stadium |
| 2016      | Manchester United - trenér - José Mourinho  | Leicester City             | 2:1            | New Wembley Stadium |
| 2017      | Arsenal - trenér - Arsène Wenger            | Chelsea                    | 1:1 (4:1 pen.) | New Wembley Stadium |
| 2018      | Manchester City - trenér - Pep Guardiola    | Chelsea                    | 2:0            | New Wembley Stadium |
| 2019      | Manchester City - trenér - Pep Guardiola    | Liverpool                  | 1:1 (5:4 pen.) | New Wembley Stadium |
| 2020      | Arsenal - trenér - Mikel Arteta             | Liverpool                  | 1:1 (5:4 pen.) | New Wembley Stadium |
| 2021      | Leicester City                              | Manchester City            | 1:0            | New Wembley Stadium |
| 2022      | Liverpool FC - trenér - Jürgen Klopp        | Manchester City            | 3:1            | King Power Stadium  |
| 2023      | Arsenal - trenér - Mikel Arteta             | Manchester City            | 1:1 (4:1 pen.) | New Wembley Stadium |
| 2024      | Manchester City - trenér - Pep Guardiola    | Manchester United          | 1:1 (7:6 pen.) | New Wembley Stadium |
| 2025      | Crystal Palace FC - trenér - Oliver Glasner | Liverpool FC               | 2:2 (3:2 pen.) | New Wembley Stadium |

## Přehled vítězů podle počtu vítězství (pouze kluby)
Legenda: Hvězdička (*) v kolonce Počet vítězství označuje sdílené tituly. Při remíze se dle tehdejších pravidel soutěže, které platily až do počátku 90. let 20. století, penaltový rozstřel neuskutečnil a vítězem tak byly v témže ročníku vyhlášeny oba zúčastněné týmy.
| Klub                    | Počet vítězství | Vítězné roky |
| ----------------------- | --------------- | --- |
| Manchester United       | 21 (17+4*)      | 1908, 1911, 1952, 1956, 1957, 1965*, 1967*, 1977*, 1983, 1990*, 1993, 1994, 1996, 1997, 2003, 2007, 2008, 2010, 2011, 2013, 2016 |
| Arsenal                 | 16 (15+1*)      | 1930, 1931, 1933, 1934, 1938, 1948, 1953, 1991*, 1998, 1999, 2002, 2004, 2014, 2015, 2017, 2020                                  |
| Liverpool               | 15 (10+5*)      | 1964*, 1965*, 1966, 1974, 1976, 1977*, 1979, 1980, 1982, 1986*, 1988, 1989, 1990*, 2001, 2006                                    |
| Everton                 | 9 (8+1*)        | 1928, 1932, 1963, 1970, 1984, 1985, 1986*, 1987, 1995                                                                            |
| Tottenham Hotspur       | 7 (4+3*)        | 1921, 1951, 1961, 1962, 1967*, 1981*, 1991*                                                                                      |
| Manchester City         | 7               | 1937, 1968, 1972, 2012, 2018, 2019, 2024                                                                                         |
| Chelsea                 | 4               | 1955, 2000, 2005, 2009 |
| Wolverhampton Wanderers | 4 (1+3*)        | 1949*, 1954*, 1959, 1960* |
| Leeds United            | 2               | 1969, 1992 |
| Leicester City          | 2               | 1971, 2021 |
| Burnley                 | 2 (1+1*)        | 1960*, 1973 |
| West Bromwich Albion    | 2 (1+1*)        | 1920, 1954* |
| Blackburn Rovers        | 1               | 1912 |
| Bolton Wanderers        | 1               | 1958 |
| Brighton & Hove Albion  | 1               | 1910 |
| Cardiff City            | 1               | 1927 |
| Derby County            | 1               | 1975 |
| Huddersfield Town       | 1               | 1922 |
| Newcastle United        | 1               | 1909 |
| Nottingham Forest       | 1               | 1978 |
| Sheffield Wednesday     | 1               | 1935 |
| Sunderland              | 1               | 1936 |
| Crystal Palace FC       | 1               | 2025 |
| Aston Villa             | 1 (0+1*)        | 1981* |
| Portsmouth              | 1 (0+1*)        | 1949* |
| West Ham United         | 1 (0+1*)        | 1964* |